# Osteonectin
Osteonectin (auch englisch Secreted protein acidic and rich in cysteine und kurz SPARC genannt) ist ein Glykoprotein, das von tierischen Zellen abgesondert (sezerniert) wird. Es wird in der extrazellulären Matrix in nahezu allen Geweben während Umbau- und Entwicklungsvorgängen sowie Krankheiten exprimiert. Es ist in der Lage, mehrere Calcium-Ionen aufzunehmen und bindet an nahezu alle Matrixproteine, Wachstumsfaktoren, Serumalbumin und an Zellen. Es reguliert Zell-Matrix-Wechselwirkungen und moduliert Zellwanderungen (Zellmigration) und ist damit unter anderem in der Wundheilung und im Knochenstoffwechsel von Bedeutung.